# Marcq-en-Ostrevent
Pour les articles homonymes, voir Marcq.
Marcq-en-Ostrevent est une commune française, située dans le département du Nord en région Hauts-de-France.

## Géographie

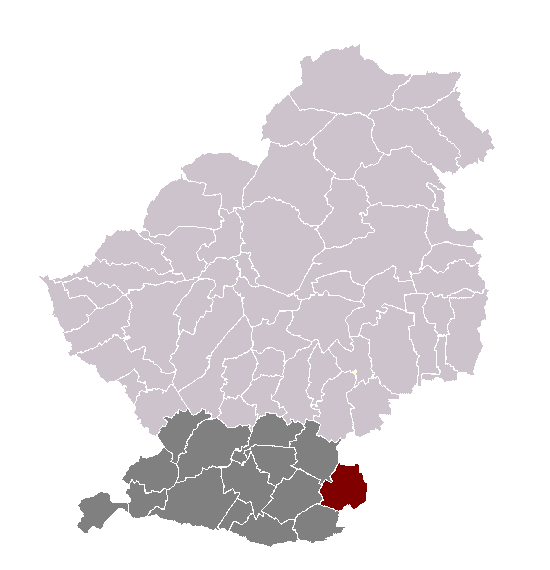
Marcq-en-Ostrevent dans son ancien canton et son arrondissement.

### Communes limitrophes
La commune de Marcq-en-Ostrevent est entourée par Émerchicourt, Marquette-en-Ostrevant, Wasnes-au-Bac, Féchain, Fressain et Monchecourt.

### Hydrographie

#### Réseau hydrographique
La commune est située dans le bassin Artois-Picardie. Elle est drainée par,.

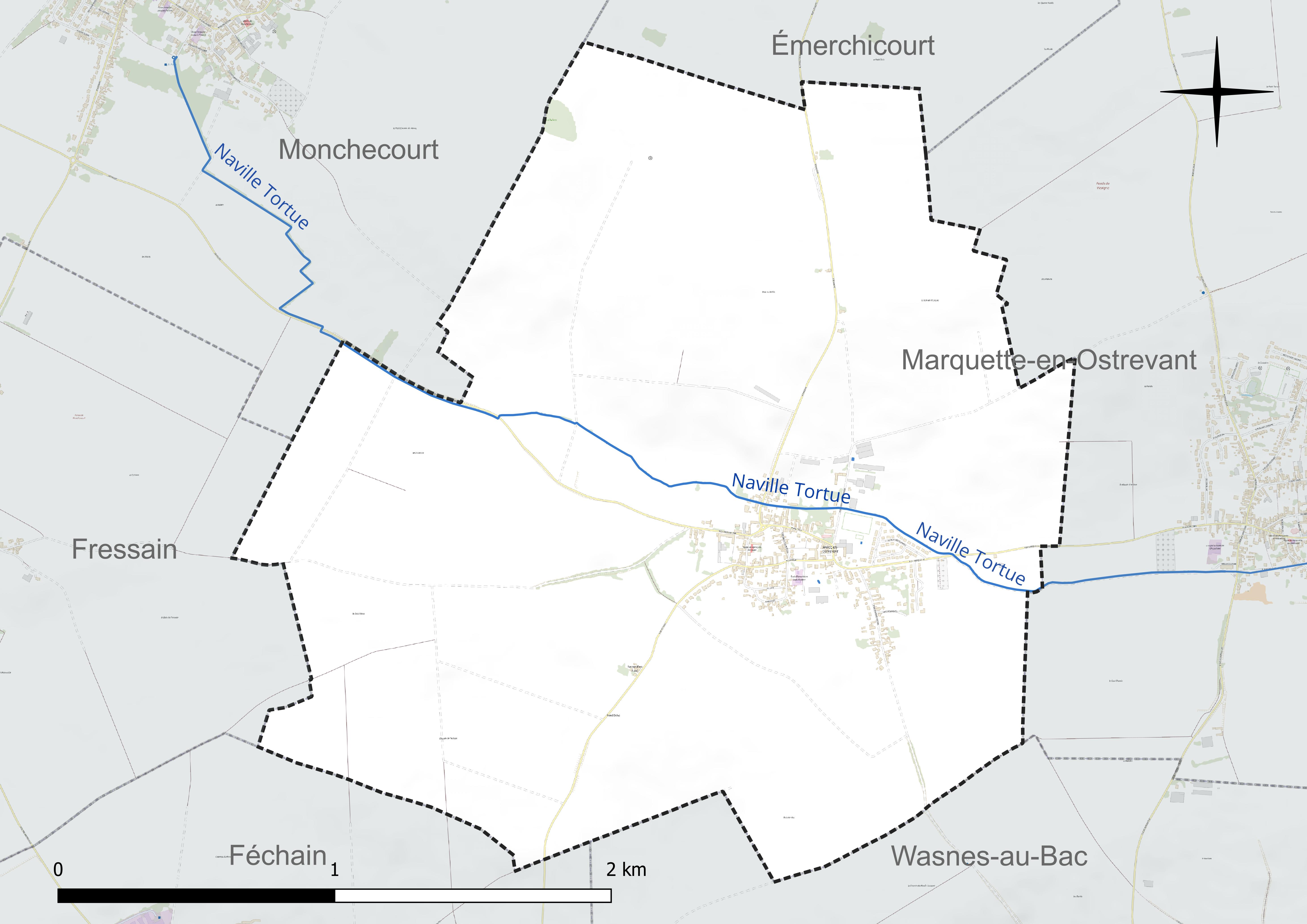
Réseau hydrographique de Marcq-en-Ostrevent.

#### Gestion et qualité des eaux
Le territoire communal est couvert par le schéma d'aménagement et de gestion des eaux (SAGE) « Sensée ». Ce document de planification concerne un territoire de 857 km2 de superficie, délimité par le bassin versant de la Sensée. Le périmètre a été arrêté le 14 janvier 2023 et le SAGE proprement dit a été approuvé le 21 février 2020. La structure porteuse de l'élaboration et de la mise en œuvre est le syndicat mixte Escaut et Affluents (SyMEA). 
La qualité des cours d'eau peut être consultée sur un site dédié géré par les agences de l'eau et l'Agence française pour la biodiversité. 

### Climat
Pour des articles plus généraux, voir Climat des Hauts-de-France et Climat du Nord.
En 2010, le climat de la commune est de type climat océanique dégradé des plaines du Centre et du Nord, selon une étude du CNRS s'appuyant sur une série de données couvrant la période 1971-2000. En 2020, Météo-France publie une typologie des climats de la France métropolitaine dans laquelle la commune est exposée à un climat océanique et est dans la région climatique  Nord-est du bassin Parisien, caractérisée par un ensoleillement médiocre, une pluviométrie moyenne régulièrement répartie au cours de l'année et un hiver froid (3 °C). 
Pour la période 1971-2000, la température annuelle moyenne est de 10,5 °C, avec une amplitude thermique annuelle de 14,9 °C. Le cumul annuel moyen de précipitations est de 715 mm, avec 12,5 jours de précipitations en janvier et 9,1 jours en juillet. Pour la période 1991-2020, la température moyenne annuelle observée sur la station météorologique la plus proche, située sur la commune de Douai à 15 km à vol d'oiseau, est de 11,0 °C et le cumul annuel moyen de précipitations est de 729,2 mm,. Pour l'avenir, les paramètres climatiques de la commune estimés pour 2050 selon différents scénarios d'émission de gaz à effet de serre sont consultables sur un site dédié publié par Météo-France en novembre 2022.

## Urbanisme

### Typologie
Au 1er janvier 2024, Marcq-en-Ostrevent est catégorisée bourg rural, selon la nouvelle grille communale de densité à sept niveaux définie par l'Insee en 2022.
Elle est située hors unité urbaine. Par ailleurs la commune fait partie de l'aire d'attraction de Douai, dont elle est une commune de la couronne,. Cette aire, qui regroupe 61 communes, est catégorisée dans les aires de 50 000 à moins de 200 000 habitants,.

### Occupation des sols
L'occupation des sols de la commune, telle qu'elle ressort de la base de données européenne d'occupation biophysique des sols Corine Land Cover (CLC), est marquée par l'importance des territoires agricoles (93,7 % en 2018), une proportion sensiblement équivalente à celle de 1990 (94,5 %). La répartition détaillée en 2018 est la suivante : 
terres arables (93,7 %), zones urbanisées (6,3 %). L'évolution de l'occupation des sols de la commune et de ses infrastructures peut être observée sur les différentes représentations cartographiques du territoire : la carte de Cassini (XVIIIe siècle), la carte d'état-major (1820-1866) et les cartes ou photos aériennes de l'IGN pour la période actuelle (1950 à aujourd'hui).

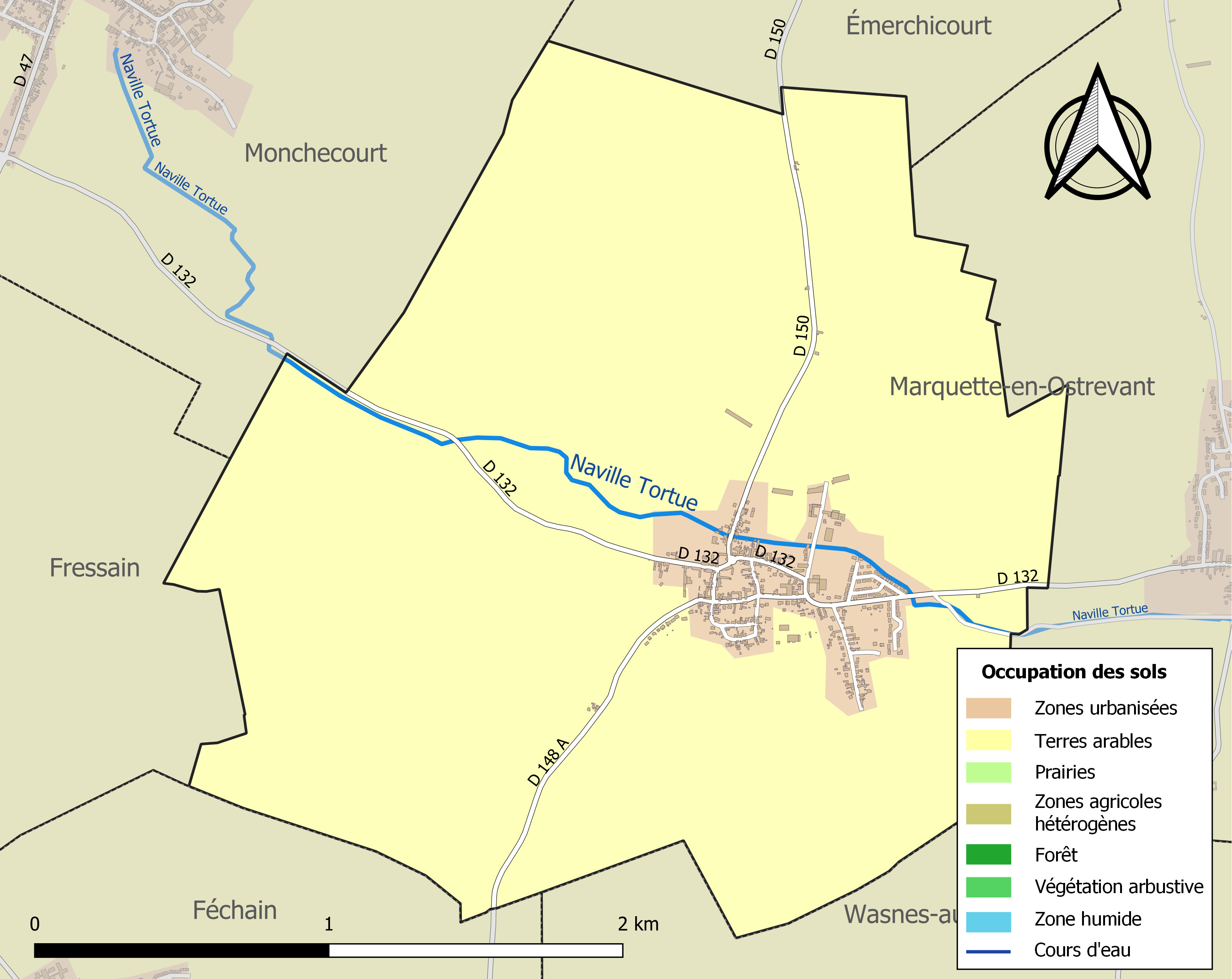
Carte des infrastructures et de l'occupation des sols de la commune en 2018 (CLC).

### Voies de communication et transports
La commune est desservie par la ligne 115 et les circuits scolaires du réseau urbain Évéole et par la ligne 828 du réseau interurbain Arc-en-Ciel 3.

## Histoire
Des fouilles archéologiques dans un champ près du stade ont révélé des traces d'habitat au VIe siècle juste après Clovis et la reine Brunehilde.
Le village est cité sous le nom de Marca pour la première fois en 1117, lorsque le chapitre Saint-Pierre de Douai reprend l'église. Au cours de la seconde moitié du XIIe siècle, certaines portions du territoires sont revendues. En 1343, Guillaume II de Hainaut récupère le village et le lègue à la maison Deloeil. La seigneurie passe ensuite à la maison d'Esnes (1433), de Carondelet (XVIe siècle) et de La Pierre (1653).

## Héraldique
|  | Les armes de Marcq-en-Ostrevent se blasonnent ainsi : « D'argent à trois aigle éployées de sable. » |

## Politique et administration

### Tendances politiques et résultats
Lors du premier tour des élections municipales le 15 mars 2020, quinze sièges sont à pourvoir ; on dénombre 506 inscrits, dont 386 votants (76,28 %), 3 votes blancs (0,78 %) et 375 suffrages exprimés (97,15 %). À l'issue du premier tour, treize sièges, dont celui du maire sortant Thierry Prein, sont pourvus, deux restent à l'être. Avec 207 voix, Thierry Prein recueille le plus grand nombre de suffrages,.

### Liste des maires
Maire de 1802 à 1807 : P. J. Viard,.
Dans le cimetière communal, les tombes de Jean-Baptiste Tondeur et Carolus Noël sont voisines.
| Identité                                               | Période   | Période   | Durée            | Étiquette         |
| Identité                                               | Début     | Fin       | Durée            | Étiquette         |
| ------------------------------------------------------ | --------- | --------- | ---------------- | ----------------- |
| Pierre Pagniez (d)                                     |           | mars 1988 |                  |                   |
| Lucien Rogé (d) (30 avril 1934 - 19 janvier 2011)      | mars 1988 | juin 2004 | 16 ans et 3 mois | apparenté PCF (d) |
| Georges Dehon (d),                                     | juin 2004 | mars 2014 | 9 ans et 9 mois  | indépendant       |
| Thierry Prein (d) (né le 3 mai 1962)                   | mars 2014 | En cours  | 11 ans           |                   |
| Carolus Noël (d) (29 juillet 1898 - 5 octobre 1973)    |           |           |                  |                   |
| Jean-Baptiste Tondeur (d) (12 mai 1924 - 16 mars 1987) |           |           |                  |                   |

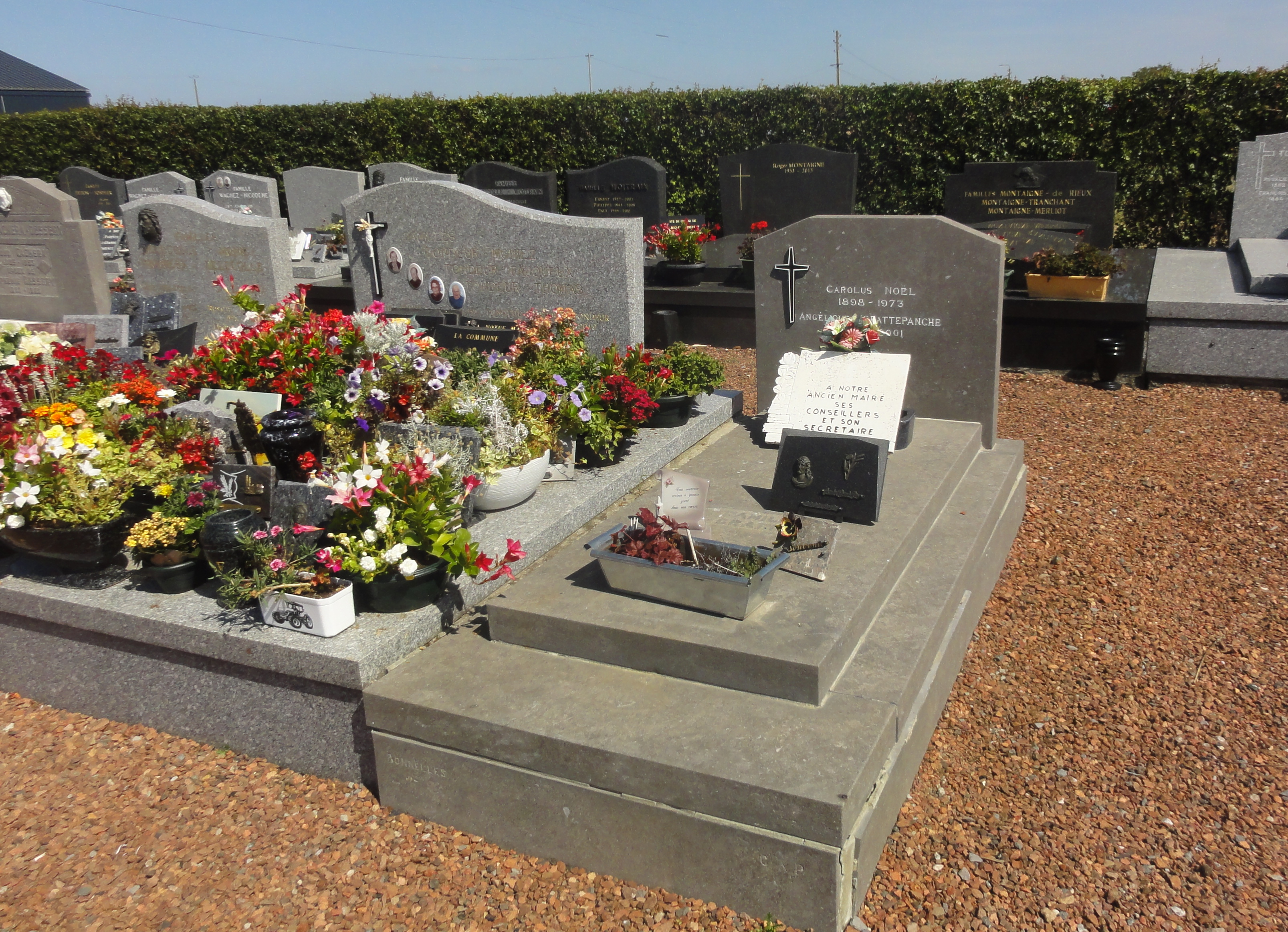
Tombe de Carolus Noël.
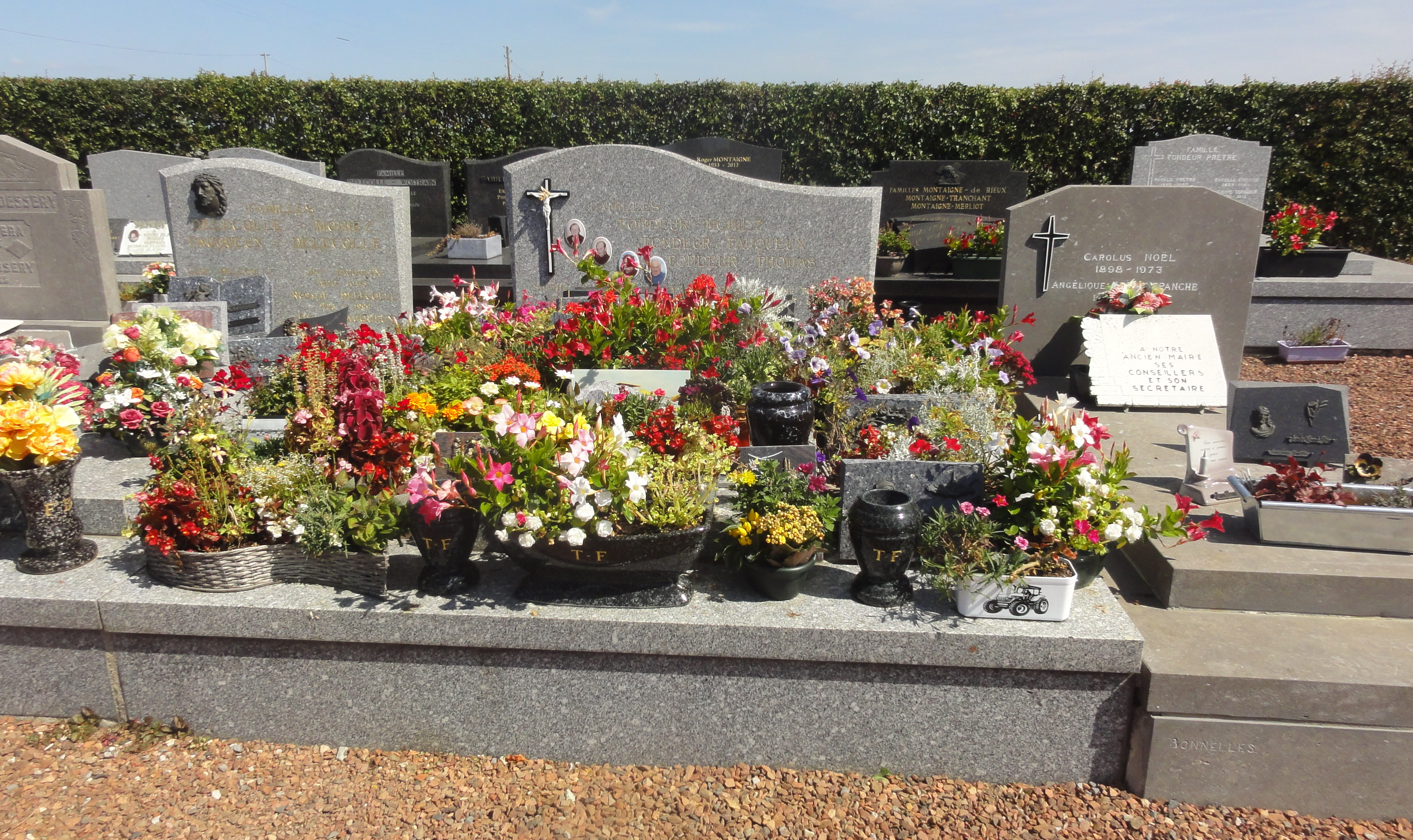
Tombe de Jean-Baptiste Tondeur.
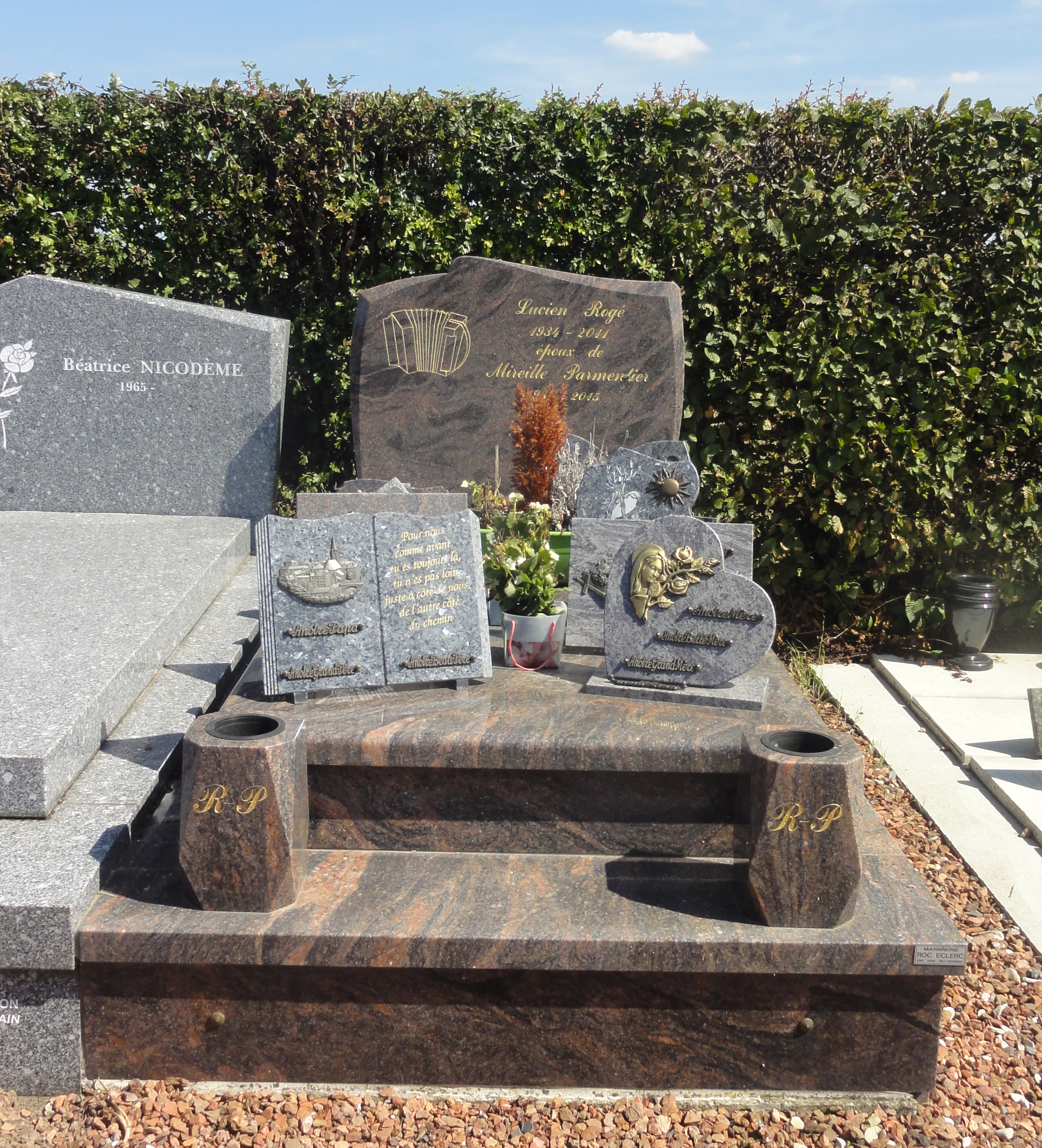
Tombe de Lucien Rogé.

## Population et société

### Démographie

#### Évolution démographique
L'évolution du nombre d'habitants est connue à travers les recensements de la population effectués dans la commune depuis 1793. Pour les communes de moins de 10 000 habitants, une enquête de recensement portant sur toute la population est réalisée tous les cinq ans, les populations de référence des années intermédiaires étant quant à elles estimées par interpolation ou extrapolation. Pour la commune, le premier recensement exhaustif entrant dans le cadre du nouveau dispositif a été réalisé en 2008.

En 2022, la commune comptait 751 habitants, en évolution de +3,3 % par rapport à 2016 (Nord : +0,51 %, France hors Mayotte : +2,11 %).
| 1793 | 1800 | 1806 | 1821 | 1831 | 1836 | 1841 | 1846 | 1851 |
| ---- | ---- | ---- | ---- | ---- | ---- | ---- | ---- | ---- |
| 318  | 409  | 405  | 475  | 455  | 488  | 529  | 528  | 477  |

| 1856 | 1861 | 1866 | 1872 | 1876 | 1881 | 1886 | 1891 | 1896 |
| ---- | ---- | ---- | ---- | ---- | ---- | ---- | ---- | ---- |
| 532  | 548  | 534  | 515  | 532  | 522  | 556  | 578  | 588  |

| 1901 | 1906 | 1911 | 1921 | 1926 | 1931 | 1936 | 1946 | 1954 |
| ---- | ---- | ---- | ---- | ---- | ---- | ---- | ---- | ---- |
| 592  | 585  | 584  | 503  | 576  | 560  | 543  | 537  | 547  |

| 1962 | 1968 | 1975 | 1982 | 1990 | 1999 | 2006 | 2008 | 2013 |
| ---- | ---- | ---- | ---- | ---- | ---- | ---- | ---- | ---- |
| 582  | 623  | 582  | 514  | 500  | 531  | 542  | 545  | 704  |

| 2018 | 2022 | - | - | - | - | - | - | - |
| ---- | ---- | - | - | - | - | - | - | - |
| 744  | 751  | - | - | - | - | - | - | - |

#### Pyramide des âges
La population de la commune est relativement jeune.
En 2018, le taux de personnes d'un âge inférieur à 30 ans s'élève à 38,8 %, soit en dessous de la moyenne départementale (39,5 %). À l'inverse, le taux de personnes d'âge supérieur à 60 ans est de 17,6 % la même année, alors qu'il est de 22,5 % au niveau départemental.
En 2018, la commune comptait 370 hommes pour 374 femmes, soit un taux de 50,27 % de femmes, légèrement inférieur au taux départemental (51,77 %).
Les pyramides des âges de la commune et du département s'établissent comme suit.
| Hommes | Classe d’âge | Femmes |
| ------ | ------------ | ------ |
| 0,0    | 90 ou +      | 0,5    |
| 3,0    | 75-89 ans    | 7,0    |
| 13,0   | 60-74 ans    | 11,8   |
| 21,4   | 45-59 ans    | 18,2   |
| 23,5   | 30-44 ans    | 24,1   |
| 11,9   | 15-29 ans    | 16,6   |
| 27,3   | 0-14 ans     | 21,9   |

| Hommes | Classe d’âge | Femmes |
| ------ | ------------ | ------ |
| 0,5    | 90 ou +      | 1,4    |
| 5,3    | 75-89 ans    | 8,1    |
| 14,8   | 60-74 ans    | 16,2   |
| 19,1   | 45-59 ans    | 18,4   |
| 19,5   | 30-44 ans    | 18,7   |
| 20,7   | 15-29 ans    | 19,1   |
| 20,2   | 0-14 ans     | 18     |

## Lieux et monuments
- L'église Saint-Sulpice est initialement bâtie au cours du XVe siècle. Son clocher est le seul de la région à ne pas être coiffé d'une flèche. Le porche est postérieur au XVe siècle. Le reste de l'édifice est reconstruit entre 1818 et 1830, seules les fondations en grès subsistent de l'ancienne église[16].
- La chapelle Saint-Roch
- La chapelle Notre-Dame-de-Lourdes
- La chapelle du calvaire
- La chapelle Notre-Dame-de-Bonsecours

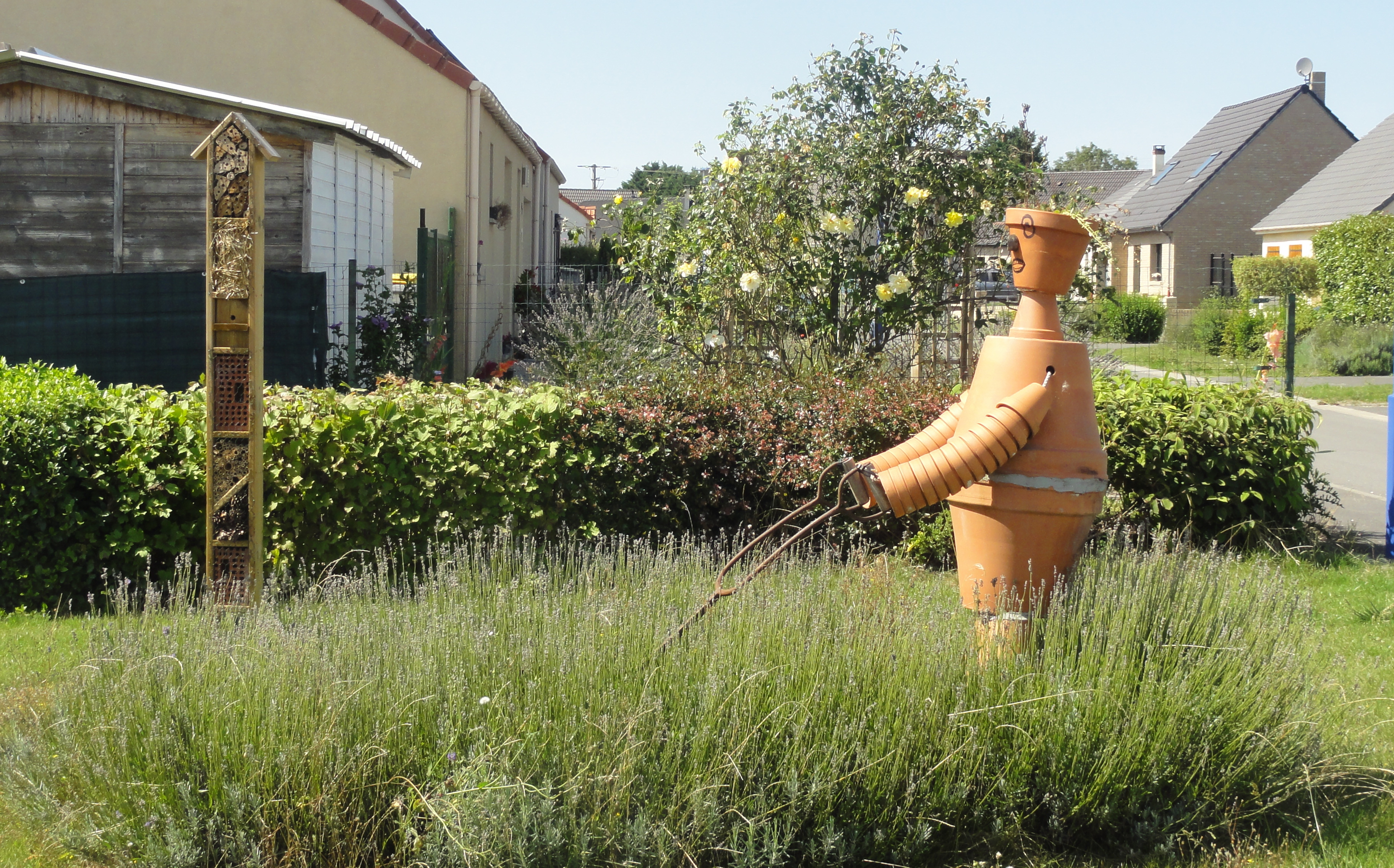
L'entrée du lotissement le Domaine du Riot-des-Glennes.
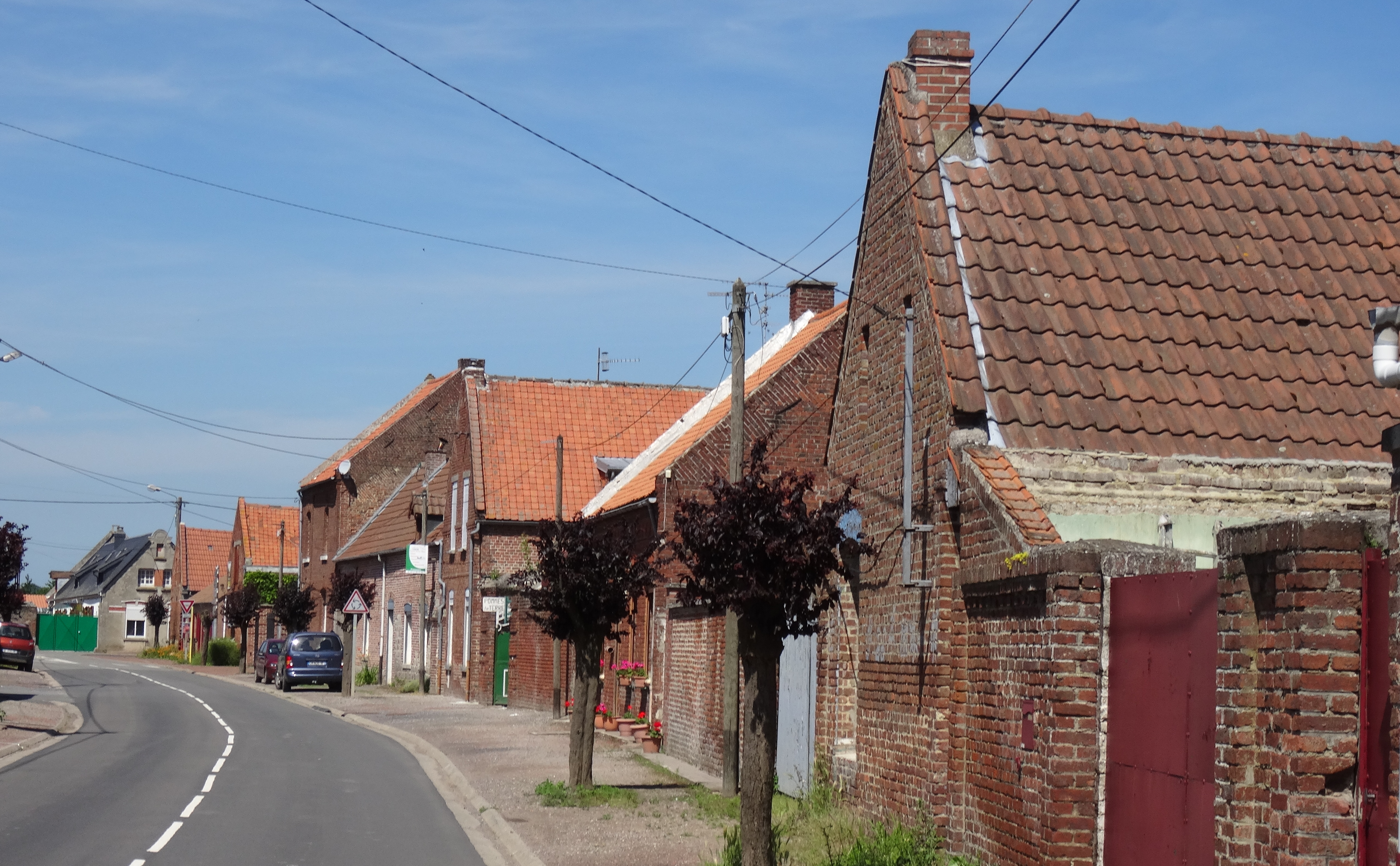
Le cœur du village.
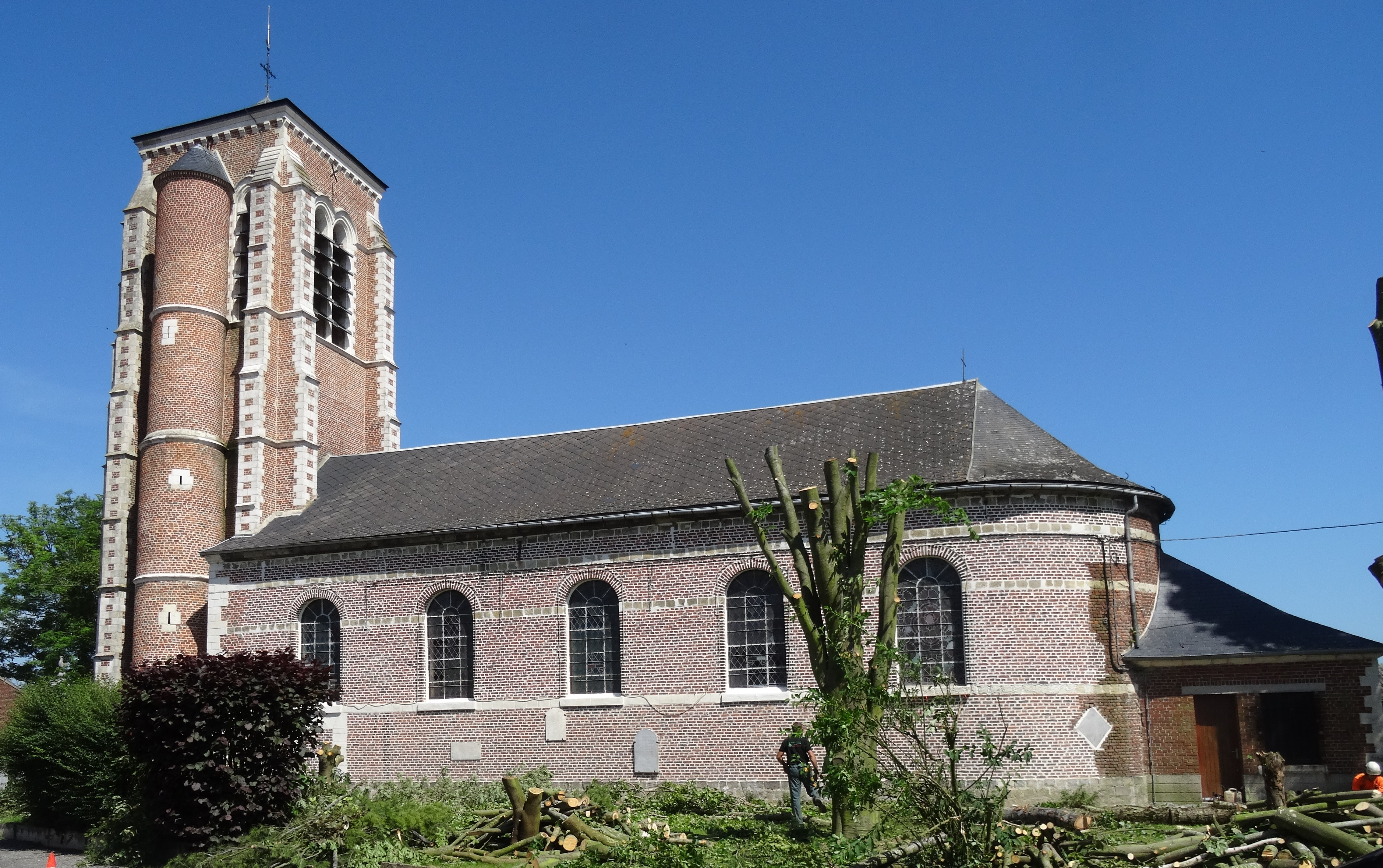
L'église Saint-Sulpice.
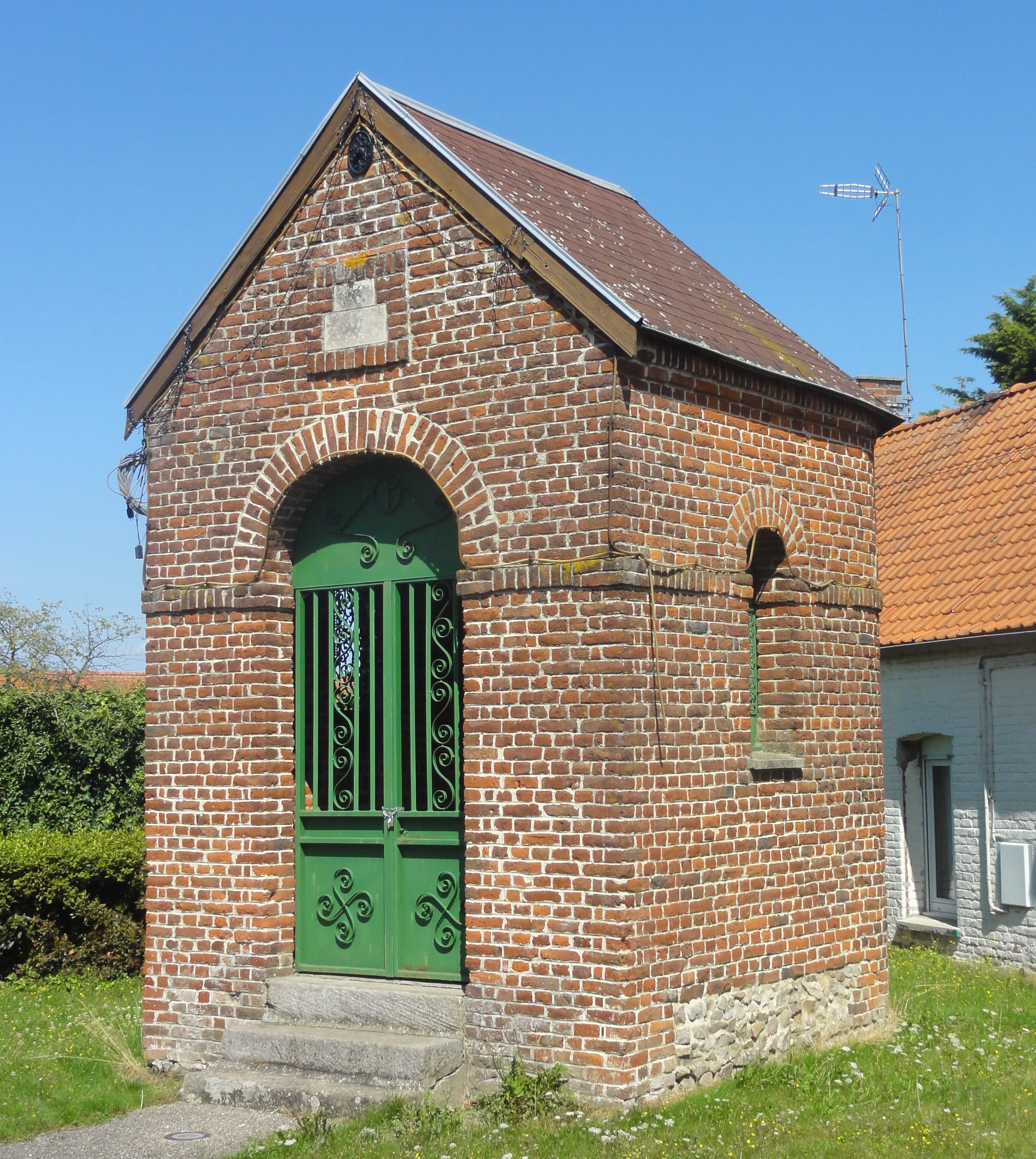
La chapelle Saint-Roch.
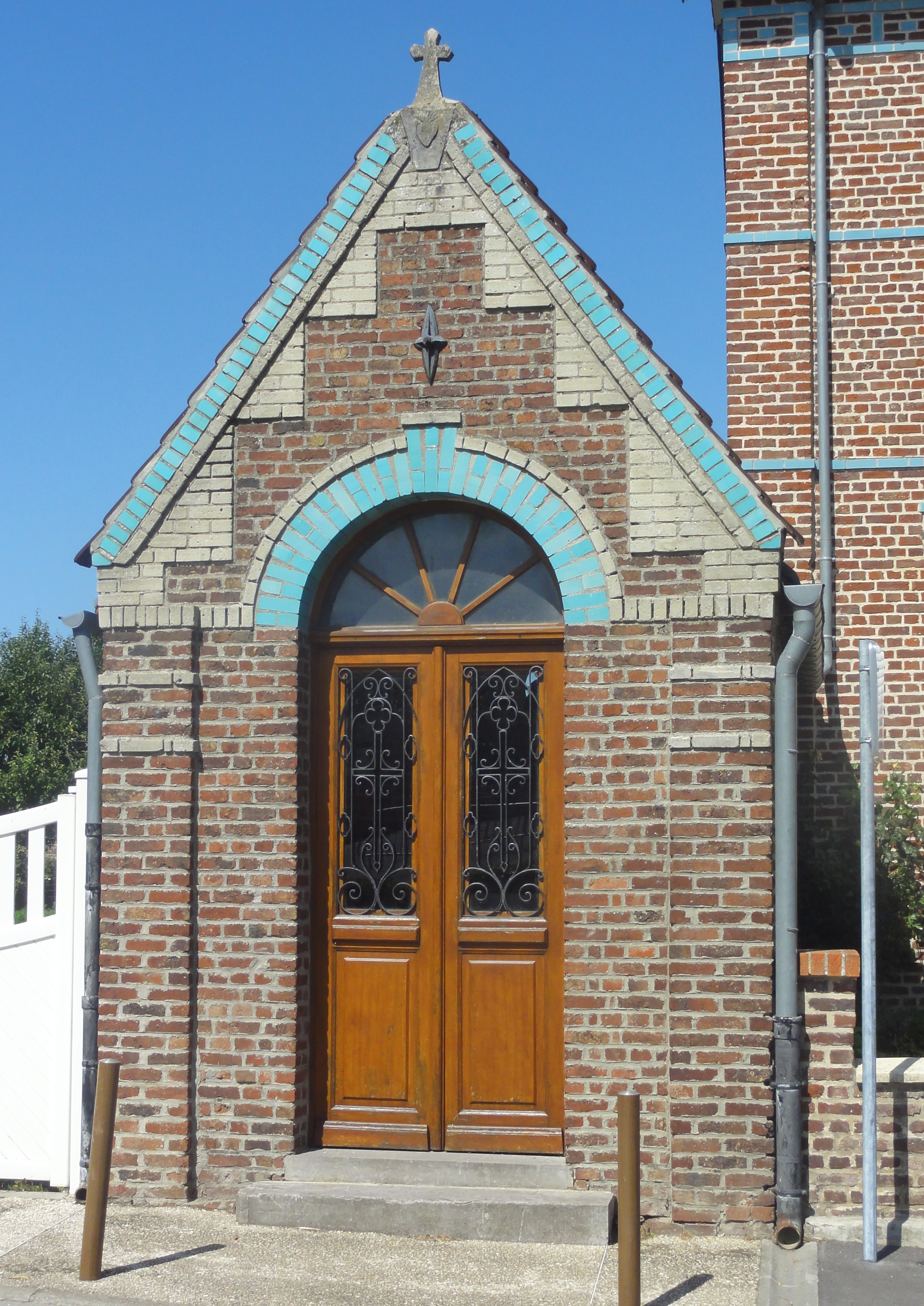
La chapelle Notre-Dame-de-Bonsecours.

## Personnalités liées à la commune

### Folklore
Marcq-en-Ostrevent avait pour géant Sire Marcq mais il a disparu.

## Pour approfondir